# 方未艾
方未艾（1906年—2003年）学名方玉书，又名方靖远，辽宁省台安县人，中华民国及中华人民共和国作家，中华民国新疆省官员。

## 生平
早年曾在私塾学习。1925年，在吉林省公主岭南满铁道株式会社农业专科学校学习。同年上海发生五卅运动后，不久中国各地兴起反日浪潮。他和几位同学领导全校学生反日罢课和全体退学活动。校长（日本人，日本北海道农业大学农学博士）因此剖腹自杀。学校开除了他的学籍，并要控告他。得知消息后，他当夜化装为工人，乘火车抵达吉林市。随后他将方玉书的名字改成“方靖远”，意为仿效班超投笔从戎，报名到驻当地的东北陆军第34团步兵营当二等兵。后任上士文书。步兵营驻吉林市东北角的巴尔虎门内，营长是冯占海。1925年9月，他在巴尔虎屯兵营东侧一个公园散步时，结识了骑兵营的萧军（原名刘鸿林，当兵后改名刘吟飞）并成为好友。
1928年夏，方未艾考入东北陆军讲武堂第九期候补生队（即东北陆军第六期军士教导队）。1928年12月，从教导队结业，考入东北陆军讲武堂第二总队骑兵队。1931年毕业，为第十期毕业生。1931年夏，任舒兰东北军六十六团第二营营部营副。同年九一八事变后，参加抗日。失败后，和萧军一道潜入哈尔滨市参与抗日活动。1932年3月，方未艾任哈尔滨《东三省商报》副刊编辑。1932年9月，任《国际协报》副刊编辑。1932年10月，经中共党员金伯阳（中共满洲省委委员）、黄吟秋介绍加入中国共产党。开始和杨靖宇、赵一曼、赵尚志及作家萧军、萧红、舒群、杨朔、罗烽、白朗、金剑啸、金人等来往。1933年元旦，方未艾在编辑《国际协报》新年征文中，首次发表萧红的处女作短篇小说《王阿嫂之死》。同年春，方未艾又在《国际协报》上首次连载萧军首部长篇小说《涓涓》。
1933年10月到1935年8月，方未艾被中共满洲省委派到苏联海参崴列宁学院学习。1934年，经苏联共产党党员丁山、张锡等介绍，加入苏联共产党。1935年秋，在伯力苏联远东红军任侦察员。1936年夏，因为不满苏联肃反扩大化，乃经北平转赴中国新疆迪化（今乌鲁木齐），任迪化市政府社会科任工商管理主任。同年参加新疆民众反帝联合会，任该会指导员。1936年11月被盛世才派到阿山专区任新疆民众反帝联合会阿山分会书记、阿山金矿局副局长（阿山金矿局总办为周万青）。临行前，包尔汉在家中设宴为方未艾、王采南夫妇饯行，并在席间交给方未艾两两封分别写给阿山专区行政长官沙里福汗、阿山专区民联会长达列力汗的引介信。王采南当时是新疆女子学院教员。行前方未艾向盛世才辞行。
1937年，苏联肃反运动扩大化，波及新疆。苏联驻阿山领事馆新任副领事阿维也夫就任不久便邀请周东郊和方未艾到领事馆赴宴。宴席上，阿维也夫询问二人在1929年中东路事件中是否参战，又问二人对新疆盛世才政府亲苏反帝政策的看法以及在新疆民众反帝联合会担任何职务。二人对阿维也夫居高临下的态度和口气很反感，宴会很快不欢而散。次日晚间，周东郊到方未艾家里谈起阿维也夫时，仍很生气。周东郊告诉方未艾，他听一位哈萨克族人说，阿维也夫是苏联内政部的一个克格勃头目，在阿拉木图捕杀过不少哈萨克族青年。不久，宴会一事传到迪化，包尔汉来信提醒好友周东郊和方未艾注意同苏联领事的关系，免得引火烧身。
1938年2月28日，在苏联大使馆的指使下，方未艾被盛世才炮制“阿山阴谋暴动案”逮捕，周东郊等人同时被捕。3月底方未艾被转押至迪化的第二监狱。方未艾和周东郊被关进正房第25号监号。该监号内已有6个人，方未艾认识的有新疆省财政厅厅长陈德立、民政厅厅长蓝彦寿、新疆民族联合会委员长塔依尔别克、公路段段长庞振东、财政监察委员李序东（东北人）。另有两个外国人，后来方未艾才知道一个是自苏联逃到新疆的德国人马克，一个是自苏联监狱逃到新疆的美国人彼得。方未艾知道陈德立和塔依尔别克都是包尔汉的好友，所以向他们打听包尔汉的情况，他们称包尔汉已离开新疆裕新土产公司，1937年到苏联某地当中国领事馆领事，也有可能已被盛世才逮捕。他们知道方未艾和周东郊都是盛世才的东北同乡，所以不敢对方未艾、周东郊谈盛世才如何制造“阴谋暴动案”和自己如何被捕。
1942年春，方未艾被转到第五监狱。后来被转到第四监狱，在监狱长办公室当工犯，在监狱院内有了行动自由。同他一起在办公室当工犯的张雅韶，曾在甘肃马仲英部当少将顾问。后来他偶然见到了被关在同一监狱优待号里的包尔汉（狱方用化名“王福”）。1943年初，方未艾被转到新疆第一监狱，仍在监狱长办公室当工犯。1943年4月间，在监狱里常见到马明方、李涛、黄火青等被盛世才关押的中共党员。盛世才投靠中国国民党后，大批逮捕从延安和苏联来的中共党员干部，把一些重要人物关在优待号内，让他们每天写在新疆活动的材料。方未艾那时也被送到第四监狱优待号，每日等待刑讯逼供。住在优待号的方未艾可在监狱院内自由行动。包尔汉当时已搬到前院和监狱长张思信、警务处监狱科科长赵继良住在同一个院内，包尔汉除在监狱翻译外文资料外，还到新疆女子学院兼课。方未艾的妻子王采南当时正任新疆女子学院体育部主任，包尔汉为方未艾夫妇秘密传话。当方未艾在天祖堂审讯处被警务处副处长富宝濂、审讯员何贵廷审讯时，盛世才已在1944年9月离开新疆飞往重庆，方未艾的审讯材料已无价值，所以审讯只是敷衍了事。1945年，方未艾被转押到第四监狱。1944年秋，方未艾在狱中结识演员赵丹。1945年4月，在盛世才离开新疆后获释。
获释后，包尔汉被安排在警务处翻译室任副主任，方未艾被安排在警务处任视察员。警务处处长胡国振是中国国民党派来的要人，对他们严加监管。1946年6月，新疆省政府同三区革命政府谈判后成立了新疆省联合政府，包尔汉任副主席，方未艾任视察员，负责调查各县违法乱纪案。任内，方未艾查处了几个县长和公安局长，其中有的被逮捕，有的被撤职。方未艾的工作引起一些势力不满，有人告密称方未艾是为共产党工作，方未艾乃被撤职查办。此后方未艾到新疆学院和女子中学任教，但仍被中国国民党方面的警务处严密监视。
1947年10月末，方未艾夫妇离开新疆赴甘肃省，以经商为生。1949年初，包尔汉任新疆省政府主席，派人到兰州找方未艾回新疆工作，被方未艾谢绝。包尔汉的熟人傅希若、文成章、聂福利等人应邀去新疆，都被委以要职。1949年兰州战役后，经中国人民解放军第一野战军政治部主任甘泗淇和第二兵团司令部宣传部长胡友之介绍，方未艾出任甘肃省文联副主席，兼甘肃省中苏友协社会服务部长。后在兰州大学任俄语系教授，并当选为甘肃省、兰州市人民代表。同年，他在兰州结识彭德怀。1950年10月，在西安参加西北首届文代会，当选为西北文协委员。1951年，经中央人民政府教育部调到山东省青岛市的山东大学任外文系副主任、俄语教研室主任，兼青岛市文联副主席、青岛市中苏友好协会主席、青岛市中苏友好协会学校校长。1952年夏，在北京参加全国第一次翻译工作会议。受邀翻译俄文长篇小说《彼得大帝》。
1955年，方未艾被定为山东“胡风反革命集团”分子，离开山东大学受到隔离审查，从此失去人身自由和公民权。当时有人曾调查方未艾和包尔汉的关系。1962年自山东迁居辽宁本溪，直到1979年4月落实政策恢复公民权。文革期间，中央文革小组曾派人向他调查包尔汉在新疆的情况。
1979年夏，方未艾全家离开农村，迁居本溪县南甸石灰石矿。1980年，方未艾开始写革命回忆录和文学回忆录。起初在《哈尔滨日报》发表《像慈母一样哺育我的城市》一文。后又发麦《杨朔在太阳岛》一文，随后在《东北文学研究丛刊》、《哈尔滨文史资料》、《文学论丛》、《沈阳文史资料》、《革命史资料》、《文化史料丛刊》、《萧军纪念集》、《温佩筠译文集》、《星火》、《本溪文史资料》等书刊发表回忆文章。在定居本溪县南甸石灰石矿期间，方未艾先后撰写《我和萧军六十年》、《萧军来访谈萧红》、《青年时期的杨朔》、《赵丹在新疆监狱》、《追忆张学良将军》、《缅怀抗日英雄杨靖宇》、《我所认识的赵一曼》、《再逢赵尚志》、《在兰州结识的彭德怀》等回忆文章并发表。1989年，方未艾被本溪市文联、本溪市作家协会聘为顾问。还先后获聘为辽宁省诗词协会、本溪市诗词协会顾问，被黑龙江电视台聘为电视剧《萧红》顾问。2000年，方未艾多次应辽宁省、吉林省、黑龙江省的文联及大学之邀，参加萧军、萧红、金剑啸、舒群等人的文学创作研讨会、纪念会。
2003年12月，方未艾病逝。

## 著作
- 方未艾，历史珍忆，辽宁人民出版社，2004年

## 家庭
- 妻：王采南[4]
- 子：方舒，1938年1月6日王采南生。[4]